# Master of the Lamps
Master of the Lamps is een computerspel dat in 1985 werd ontwikkeld en uitgegeven door Activision. De speler speelt een Oosterse prins die zichzelf moet bewijzen opdat hij koning kan worden.

## Platforms
| Platform     | Jaar |
| ------------ | ---- |
| Amstrad CPC  | 1985 |
| Apple II     | 1985 |
| Atari 8-bit  | 1985 |
| Commodore 64 | 1985 |
| MSX          | 1985 |